# ألبو بالي (الأنبار)
البو بالي هي مقاطعة في ريف الخالدية شرق نهر الفرات، في قضاء الحبانية في محافظة الأنبار في وسط العراق، البو بالي بين 3 مدن رئيسية في الأنبار، مدينة الرمادي والفلوجة والخالدية، فهي تُعدّ منطقة ستراتيجية لأنها قريبة من قاعدة الحبانية العسكرية وقريبة من الطريق السريع بين بغداد والأردن وسورية،
| المقاطعة ورقمها | مساحتها دونماً | سكانها سنة 1977 | سنة 1987 | سنة 1997 | سنة 2007 |
| البوبالي 23     | 2900          | 826             | 1922     | 1730     | 5145     |

## أحداث
في 28 كانون الثاني سنة 1991 قال طارق عزيز إن قوات التحالفِ الدولي قصفت المراكزَ السكانيةَ في البو بالي يوم 19 كانون الثاني سنة 1991 أثناء معركة أم المعارك فقتلوا 4 أطفال وامرأتين، وجرحوا 16 مواطناً، وفي سنة 2014 احتلّ تنظيم الدولة (داعش) محافظة الأنبار، ومنها جزيرة الخالدية التي حدثت فيها معارك استرجاع المنطقة في شهر آب سنة 2016، ومنها استرجاع مقاطعة البو بالي. وفي شهر آب سنة 2016 ذكرَ عبد الوهاب السرحان، شيخ عشيرة ألبو بالي أن 150 شخصاً من عشيرته ذهبوا ضحايا لمعارك متكررة مع تنظيم القاعدة حدثت في منطقته منذ الاحتلال الأمريكي.